# Arma de Txékhov
L'arma de Txèkhov (fusell de Txèkhov, rus: Чеховское ружьё) és un principi narratiu que estableix que tots els elements d'una història han de ser necessaris i s'han d'eliminar els elements irrellevants. De manera alternativa, suposem que un escriptor inclou una pistola en una història; si l'escriptor el presenta, hi ha d'haver una raó, com ara que es dispara en algun moment de la trama. Tots els elements han d'entrar en joc en algun moment de la història.

## Fons
El principi està registrat en cartes d'Anton Txékhov diverses vegades, amb alguna variació; va ser un consell per a joves dramaturgs.
Ernest Hemingway es va burlar del principi en el seu assaig "L'art de la història curta", posant l'exemple de dos personatges que s'introdueixen i que després mai més es tornen a esmentar en el seu conte "Fifty Grand". Hemingway va valorar els detalls sense importància, però va admetre que els lectors inevitablement buscarien simbolisme i significat en ells. L'escriptora Andrea Phillips va assenyalar que assignar un únic paper per a cada detall fa que una història sigui previsible i la deixa "incolora".
Donald Rayfield va assenyalar l'any 1999 que a l'obra de Txékhov L'hort dels cirers, contràriament al mateix consell de Txékhov, hi ha dues armes de foc carregades que no es disparen. Els rifles sense disparar es relacionen amb el tema de l'obra d'acció mancada o incompleta.

## Exemples
El principi es porta a terme gairebé literalment en moltes de les pel·lícules de James Bond, en què l'espia es presenta amb nous aparells al començament d'una missió, com ara una pistola de dards oculta i activada al canell, i normalment cada dispositiu serveix un paper fonamental en la història.